# Stefanos Kotsolis
Stefanos Kotsolis (Grieks: Στέφανος Κοτσόλης; Athene, 5 juni 1979) is een Grieks voormalig voetballer die speelde als doelman. Tussen 1998 en 2017 speelde hij voor Panathinaikos, AE Larissa, Omonia Nicosia en opnieuw Panathinaikos. Kotsolis maakte in 2005 zijn debuut in het Grieks voetbalelftal, waarin hij tot vijf wedstrijden zou komen.

## Clubcarrière
Kotsolis speelde al in de jeugd voor Panathinaikos en bij die club speelde hij dan ook zijn eerste wedstrijden. Veel waren dat er echter niet, want hij stond in de schaduw van Antonios Nikopolidis, die absoluut onbetwist was onder de lat van Panathinaikos. In 2005 verkaste Kotsolis, die meer aan spelen toe wilde komen naar AE Larissa. Daar speelde hij exact 99 competitiewedstrijden en in het seizoen 2006/07 won hij de Griekse voetbalbeker door in de finale Panathinaikos te verslaan. In 2009 verkaste hij naar Omonia Nicosia, maar al na één jaar verliet hij Cyprus al. In de zoektocht naar een nieuwe club kwam hij weer bij Panathinaikos terecht, waar hij een contract tekende. Na zeven seizoenen verliet hij de club. Hierop zette hij een punt achter zijn actieve loopbaan.

## Interlandcarrière
Kotsolis debuteerde op 16 november 2005 in het Grieks voetbalelftal. Op die dag werd er met 2–1 gewonnen van Hongarije. De doelman begon als reserve op de bank, maar van bondscoach Otto Rehhagel mocht hij een kwartier voor tijd het veld betreden in de plaats van Antonios Nikopolidis.
| Interlands van Stefanos Kotsolis voor Griekenland | Interlands van Stefanos Kotsolis voor Griekenland | Interlands van Stefanos Kotsolis voor Griekenland | Interlands van Stefanos Kotsolis voor Griekenland | Interlands van Stefanos Kotsolis voor Griekenland | Interlands van Stefanos Kotsolis voor Griekenland | Interlands van Stefanos Kotsolis voor Griekenland |
| №                                                 | Datum                                             | Wedstrijd                                         | Uitslag                                           | Competitie                                        | Goals                                             |                                                   |
| Als speler bij AE Larissa                         | Als speler bij AE Larissa                         | Als speler bij AE Larissa                         | Als speler bij AE Larissa                         | Als speler bij AE Larissa                         | Als speler bij AE Larissa                         | Als speler bij AE Larissa                         |
| ------------------------------------------------- | ------------------------------------------------- | ------------------------------------------------- | ------------------------------------------------- | ------------------------------------------------- | ------------------------------------------------- | ------------------------------------------------- |
| 1                                                 | 16 november 2005                                  | Griekenland – Hongarije                           | 2 – 1                                             | Vriendschappelijk                                 |                                                   |                                                   |
| 2                                                 | 25 januari 2006                                   | Saoedi-Arabië – Griekenland                       | 1 – 1                                             | Vriendschappelijk                                 |                                                   |                                                   |
| 3                                                 | 1 maart 2006                                      | Griekenland – Kazachstan                          | 2 – 0                                             | Vriendschappelijk                                 |                                                   |                                                   |
| 4                                                 | 5 februari 2008                                   | Griekenland – Tsjechië                            | 1 – 0                                             | Vriendschappelijk                                 |                                                   |                                                   |
| Als speler bij Panathinaikos                      |                                                   |                                                   |                                                   |                                                   |                                                   |                                                   |
| 5                                                 | 8 juni 2011                                       | Ecuador – Griekenland                             | 1 – 1                                             | Vriendschappelijk                                 |                                                   |                                                   |